# 蒙古国家话剧院

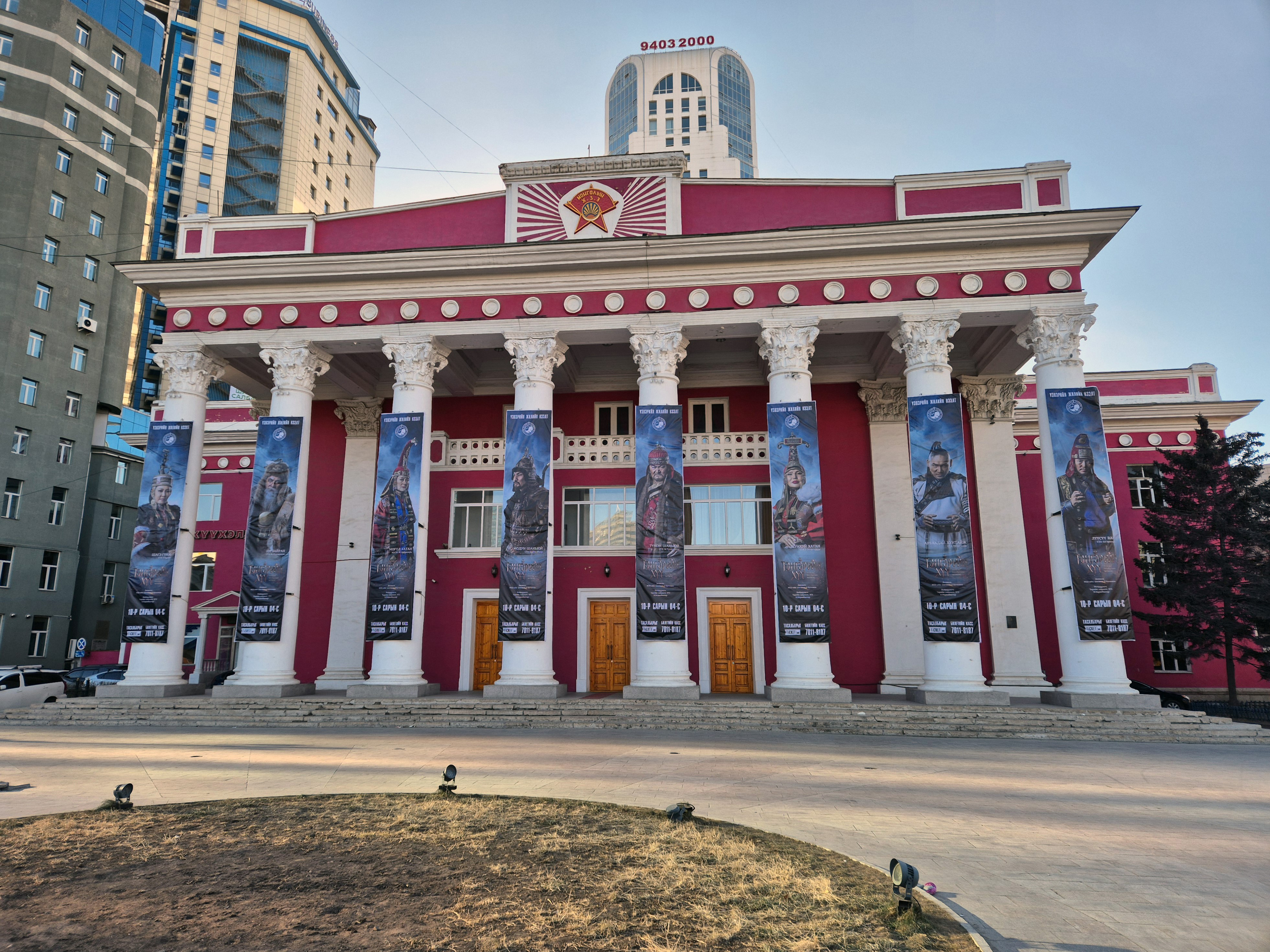
蒙古国家话剧院

蒙古国家话剧院（英語：National Academic Drama Theatre）设在蒙古国首都乌兰巴托，是蒙古国专业演出话剧的团体。

## 简介
蒙古国家话剧院成立于1931年，最初名为国家中心剧院（State Central Theater），设在现已无存的建筑“Bombogor Nogoon”内。处女演出剧目为《真相》（Truth）。该院演出过超过450个民族及古典剧目。
由国家中心剧院分立出来的艺术表演团体和剧院有：蒙古国家马戏团（State Circus，1940年）、蒙古国家木偶剧院（State Puppet Theater，1948年）、蒙古国家青少年中心剧院（State Children and Youth Central Theater，1950年）、蒙古国家歌剧院（Academic Opera，1963年）等等，以及科布多省、巴彦乌列盖省、东方省的音乐和戏剧剧院。